# L'home elefant (pel·lícula)
L'home elefant (títol original en anglès The Elephant Man) és una pel·lícula estatunidenca en blanc i negre de 1980 dirigida per David Lynch que explica la història de Joseph Merrick (al film, John), un home amb síndrome de Proteu que va viure a Anglaterra el segle xix, conegut popularment com "l'home elefant". Va estar nominada a 8 Oscars i va guanyar 3 BAFTA i un César. Aquesta pel·lícula ha estat doblada al català, i es va estrenar per primera vegada al cinema Aribau el 23 d'abril de 1981. La pel·lícula també es va estrenar a Barcelona el 4 de maig de 1981.

## Argument
Frederick Treves (Anthony Hopkins), un cirurgià a l'Hospital de Londres, descobreix Joseph Merrick (John Hurt) en un circ victorià, el qual està gestionat pel brutal Bytes (Freddie Jones). Merrick és tan deforme que ha de fer servir una caputxa i una capa en públic, i Bytes declara que és un retardat mental. Treves es troba intrigat des d'un punt de vista professional per la condició de Merrick i paga a Bytes per portar-lo a l'hospital a fi d'examinar-ho. Allí, Treves presenta Merrick als seus col·legues en una sala de conferències, com una curiositat fisiològica. En tornar Merrick al circ, Bytes el pega tan severament que un aprenent (Dexter Fletcher) alerta Treves, que el retorna a l'hospital. Bytes acusa Treves d'explotar igual que ell a Merrick per a les seves pròpies finalitats, la qual cosa porta al cirurgià a fer el que pugui per ajudar al pobre home.
Les infermeres d'hospital estan horroritzades per l'aparença de Merrick, per la qual cosa Treves el col·loca en una sala de quarantena, sota la cura estricta d'una encarregada, la senyora Mothershead (Wendy Hiller). El Sr. Carr Gomm (John Gielgud), el Governador de l'hospital, es resisteix a donar alberg a Merrick (que fins ara ha mantingut silenci), ja que l'hospital no està dissenyat com una residència per a "incurables". Per persuadir Carr Gomm, Treves li ensenya a recitar algunes frases corteses. Carr Gomm veu a través de l'engany, però a mesura que s'allunya, els homes es sorprenen en escoltar Merrick recitar el Salm 23. Impressionat per aquesta demostració d'intel·ligència, Gomm permet Merrick quedar-se.
Merrick es revela gradualment com un ésser sofisticat i intel·ligent. Gomm organitza la seva estada a l'hospital, i Merrick passa els seus dies llegint, dibuixant i fent un model d'una església visible a través de la seva finestra. Un dia, Treves el porta a prendre el te a la tarda a casa seva juntament amb la seva esposa, Ann (Hannah Gordon). Merrick, aclaparat per l'afecte que percep en els seus amfitrions, els mostra el seu tresor més preuat, una foto de la seva mare, i expressa la seva idea que ella estaria orgullosa de veure'l amb tan estimats amics. Més tard, Merrick comença a rebre visitants en la seva habitació, entre elles la cèlebre actriu Madge Kendal (Anne Bancroft). Es converteix en un objecte popular de la curiositat i la caritat en l'alta societat. A mesura que aquestes visites augmenten, la senyora Mothershead (que té al seu càrrec la cura diària de Merrick) es queixa de Treves que encara està tractat com una atrracció en un espectacle de fenòmens, encara que sigui per una classe més alta. Treves, s'angoixa per aquesta idea i comença a qüestionar si ha fet o no el que és correcte. Mentre que Merrick és tractat bé durant el dia, el porter de nit (Michael Elphick) en secret guanya diners posant els apostadores dels pubs propers a xafardejar Merrick.
La junta directiva discuteix la decisió de mantenir Merrick indefinidament, es considera la idea de negar-li aquest privilegi. Però llavors la Princesa de Gal·les fa una visita sorpresa amb un missatge de la reina Victòria, que indica que Merrick rebrà l'atenció permanent a l'hospital. No obstant això, Merrick és retornat a la seva antiga vida, quan Bytes accedeix a la seva habitació en una de les "exhibicions" del porter nocturn. Bytes segresta Merrick i el porta a l'Europa continental, on una vegada més l'exhibeix i sotmet a la crueltat i l'abandó. Gràcies a la intervenció del testimoni i Treves, consumit per la culpa, pren mesures contra el porter de nit amb l'ajuda de la senyora Mothershead.
Merrick s'escapa amb l'ajuda dels seus companys de l'espectacle de fenòmens i aconsegueix tornar a Londres. No obstant això, és assetjat per un grup de nens en l'estació de Liverpool Street, i tira accidentalment a una jove. És perseguit, sense màscara, i acorralat per una multitud furiosa, moment en el qual crida: «NOOO! Jo..., jo no soc cap monstre, no soc un animal, soc un ésser humà! Soc... un home!», abans d'esfondrar-se. Quan la policia troba Merrick el tornen a l'hospital i és reintegrat a la seva habitació. Es recupera lentament però és clar que morirà de la seva malaltia pulmonar obstructiva crònica. Com a regal, la senyora Kendal organitza un musical en el teatre en el seu honor; al final, Merrick rep una ovació. Aquella nit, de tornada a l'hospital, Merrick dona les gràcies a Treves per tot el que ha fet i acaba el seu model de l'església propera. Imitant un dels seus dibuixos en la paret, elimina els coixins que li han permès dormir en posició vertical, i es fica al llit. Mor, consolat per una visió de la seva mare, Mary Jane Merrick, citant a Alfred Lord Tennyson "Res no morirà".

## Repartiment
| Intèrpret       | Personatge           | Veu en català       |
| --------------- | -------------------- | ------------------- |
| Anthony Hopkins | Dr. Frederick Treves | Pep Torrents        |
| John Hurt       | John Merrick         | Alberto Trifol      |
| Anne Bancroft   | Sra. Kendal          | Carme Elias         |
| John Gielgud    | Carr Gomm            | Josep Maria Alarcón |
| Wendy Hiller    | Mothershead          | Marta Martorell     |
| Freddie Jones   | Sr. Bytes            | Josep Maria Angelat |
| Michael Elphick | Porter nocturn       | Joan Borràs         |
| Hannah Gordon   | Sra. Treves          | Maife Gil           |

| Estudi de doblatge | Parlo Films (Barcelona) |
| Direcció           | Joan Borràs             |

## Localitzacions
La pel·lícula es va rodar a Londres. Inclou llocs com la Liverpool Street Station, la Pathological Society, el Royal London Hospital i el Theatre Royal de Drury Lane. El barri de Lambeth va servir d'escenari per a les escenes que incloïen fàbriques, mercats i fumaredes.

## Premis i nominacions[10]

### Premis
- 1981: BAFTA a la millor pel·lícula
- 1981: BAFTA al millor actor per John Hurt
- 1981: BAFTA al millor disseny de producció per Stuart Craig
- 1982: César a la millor pel·lícula estrangera

### Nominacions
- 1981: Oscar a la millor pel·lícula per Jonathan Sanger[11]
- 1981: Oscar al millor director per David Lynch[11]
- 1981: Oscar al millor actor per John Hurt[11]
- 1981: Oscar al millor guió adaptat per Christopher De Vore, Eric Bergren i David Lynch[11]
- 1981: Oscar a la millor música original per John Morris[11]
- 1981: Oscar a la millor direcció artística per Stuart Craig, Robert Cartwright i Hugh Scaife[11]
- 1981: Oscar al millor muntatge per Anne V. Coates[11]
- 1981: Oscar al millor vestuari per Patricia Norris[11]
- 1981: Globus d'Or a la millor pel·lícula dramàtica
- 1981: Globus d'Or al millor director per David Lynch
- 1981: Globus d'Or al millor actor dramàtic per John Hurt
- 1981: Globus d'Or al millor guió per Eric Bergren i Christopher De Vore
- 1981: BAFTA a la millor direcció per David Lynch[12]
- 1981: BAFTA al millor guió per Christopher De Vore, Eric Bergren i David Lynch[12]
- 1981: BAFTA a la millor fotografia per Freddie Francis[12]
- 1981: BAFTA al millor muntatge per Anne V. Coates[12]
- 1982: Grammy al millor àlbum de banda sonora original escrita per pel·lícula o televisió per John Morris[13]